# Villa Victoria (Mar del Plata)
Villa Victoria es una mansión ubicada en la manzana que rodean las calles Arenales, Lamadrid, Quintana y Matheu, en el Barrio Los Troncos de la ciudad de Mar del Plata, Provincia de Buenos Aires, Argentina, que fue construida inicialmente como residencia de vacaciones por la familia Ocampo en 1912, que la escritora Victoria Ocampo donó a la UNESCO en 1973 y que posteriormente fue adquirida por la Municipalidad del Partido de General Pueyrredón y que actualmente funciona como centro cultural.
La casona abarca una manzana completa y se encuentra delimitada por las calles Arenales, Lamadrid, Quintana y Matheu, en la antigua Loma del Tiro de la Paloma, hoy denominado el Barrio Los Troncos, uno de los más residenciales y elegantes de Mar del Plata.
El edificio fue levantado en 1912, como un regalo de Manuel Ocampo a Francisca Ocampo de Ocampo, para ser utilizado como lugar vacacional y de turismo por la familia porteña.
Su construcción se caracteriza por ser totalmente de hierro y madera, elementos traídos directamente de Inglaterra, a manera de casa prefabricada, de sencilla y práctica edificación.
Cuando fue herencia de Victoria Ocampo la intelectual lo utilizó como lugar de encuentro y tertulias de escritores.
Muy generosa con sus bienes, Victoria dispuso en 1973 y ante la nueva llegada del peronismo al poder, donar esta residencia y también la Villa Ocampo, a la UNESCO, para que pudieran ser centros de la búsqueda de la excelencia creativa y del fomento del diálogo entre las diversas culturas mundiales.
Empero, luego de su fallecimiento, la UNESCO, que no conservó el inicial impulso con que fue originalmente creada, decidió rematar la propiedad que fue adquirida por la Municipalidad del Partido de General Pueyrredón. Desde 1981, el histórico edificio es un centro cultural dependiente del Ente Municipal de Cultura. La residencia y sus jardines se encuentran en un buen estado de conservación.